# Museo Valenciano de la Ilustración y la Modernidad
El Museo Valenciano de la Ilustración y de la Modernidad (en valenciano y oficialmente: Museu Valencià de la Il·lustració i de la Modernitat), también conocido por sus siglas MuVIM, se encuentra ubicado en la calle Quevedo número 10 y calle Guillem de Castro número 8 de la ciudad de Valencia (España).

## Historia
Es un museo y centro de exposiciones temporales propiedad de la Diputación de Valencia. El proyecto del MuVIM se inició el 1995 de la mano del ex Conseller de Cultura Manuel Tarancón, junto con Marc Borràs y Rafael Company, que fue director desde la inauguración en el 2001 hasta 2004, año en el que fue sustituido por Román de la Calle, que dimitió en 2010 después de una operación de censura dirigida por el Partido Popular. Fue reemplazado por Javier Varela. En diciembre del 2011, Varela fue relevado por Joan Gregori. Actualmente, vuelve a ser director Rafael Company,  que durante estos años nunca se desvinculó del museo como director del Aula de Didáctica del mismo.

## El Edificio
El museo se ubica en una construcción del barrio de San Francisco, sobre el mismo solar donde se encontraba el Hospital de los Inocentes (el primer centro psiquiátrico de la historia), del cual sólo queda la parte central (hoy Biblioteca Pública), mientras los restos arqueológicos del complejo hospitalario se esparcen por los jardines que se encuentran ante el mismo MuVIM. Obra del arquitecto sevillano Guillermo Vázquez Consuegra, constituye uno de los mejores ejemplos de arquitectura contemporánea funcionalista de la ciudad. El 2001, recibió el premio CEOE de Arquitectura, otorgado por la Confederación Española de Organizaciones Empresariales (CEOE)
El edificio, hecho de hormigón, tiene una longitud de 75 metros y obtuvo el premio Dragados 2001. Consta de tres grandes áreas: los espacios expositivos destinados a la muestra permanente La Aventura del Pensamiento; el área de exposiciones temporales y el salón de actos; y la zona interna, donde se sitúan la biblioteca, el centro de estudios y administración. Las tres áreas confluyen en el espacio más representativo y de mayor capacidad del museo: el vestíbulo, al cual se accede desde la fachada principal y desde la lateral. En diciembre de 2012 se inauguró el jardín de 1,7 hectáreas, uno de los espacios verdes más importantes de la ciudad, según un proyecto del mismo arquitecto que diseñó el edificio, una propuesta ya anunciado en 2000, que fue paralizado por el Ayuntamiento y la Diputación de Valencia.

## Colecciones
Permanente: La Aventura del Pensamiento
La exposición La Aventura del Pensamiento, ocupa un espacio de más de 2.000 m², y ofrece al visitante un recurrido a través de la historia acompañado por guías caracterizados de monjes medievales, amas de casa burguesas o modernos investigadores. Ante el visitante desfilan los acontecimientos y los personajes que han construido el pensamiento y la sociedad moderna, todo esto narrado con un lenguaje audiovisual y elementos arquitectónicos que recrean, entre otros, los ambientes monacales del siglo XV o los burgueses del XVIII. La visita se estructura en quince bloques temáticos que permiten al visitante recorrer los acontecimientos de los últimos cinco siglos y que lo conducen a través de la historia desde la Edad Media hasta nuestros días, pasando por la Ilustración y la Revolución Científica y Industrial. La visita a esta exposición dura una hora y hay que reservar cita en el 963883730.
Temporales y resto de servicios:
La visita al MuViM permite acercarse a una nueva manera de entender el museo como espacio de interacción cívica y de reflexión sobre los problemas y la fisonomía de nuestra sociedad actual, a través de sus exposiciones temporales, ciclos de conferencias, proyecciones audiovisuales, de su Biblioteca y Centro de Estudios o sus talleres didácticos.
El museo ha coordinado exposiciones sobre "La Casa de Borbón: Ciencia y Técnica en la España Ilustrada", sobre dibujantes como Max  y Paco Roca; una propuesta de plastilina: "Stop Motion: don't Stop"; grandes montajes que agrupan tres exposiciones bajo una misma temática como "Las otras fronteras"; se ha expuesto el patrimonio de la Diputación de Valencia; varias apuestas por la tipografía; y otras tantas sobre fotografía y cine. En 2016, con la vuelta del primer director, Rafael Company, el museo recupera su esencia y apuesta por el arte por su vertiente más purista y programa la exitosa "La Modernidad Republicana en Valencia. Innovaciones y Pervivencias en el arte figurativo (1928-1942)", con obras de Josep Renau, Artur Ballester y Vicent Canet.
Además, el MuVIM es miembro del Consejo Internacional de Museos (ICOM) y es la sede administrativa de la Asociación de Ciudades y Entidades de la Ilustración (AICEI).

## Controversias
En 2010 el director Román de la Calle dimitió después de que la Diputación de Valencia, gobernada en aquellos momentos por el PP, le exigiera retirar una exposición de fotos políticas llamada "Fragmentos de un año-2009", que contenía imágenes controvertidas sobre el caso Gürtel, un acto de censura que fue vivamente criticado por la Unión de Periodistas Valencianos (UPV). 
Su sucesor se mostró más fiel a la línea política del PP. El diputado de Cultura de aquel momento, Salvador Enguix, invocó la libertad de opinión para justificar la retirada de las fotos. La UPV decidió sacar la exposición completa y buscar otro local. La Federación de Asociaciones de Periodistas de España (FAPE) encuentra que actas de «censura más propios de épocas pasadas ya superadas» no se pueden permitir en un museo dedicado a la ilustración y la modernidad. Y la Asociación de Directores de Arte Contemporáneo de España (ADACE) denunció la "intromisión inaceptable de los políticos" en la gestión del museo.
De la Calle reprochó al Partido Popular su prepotencia e intransigencia. Comentó el incidente así: «En un año nos otorgaron siete premios, carecía el *huité, el de la libertad de expresión». Centenares de personas manifestaron su apoyo a de Calle y exigieron la dimisión del diputado Alfonso Rus.

## La Biblioteca

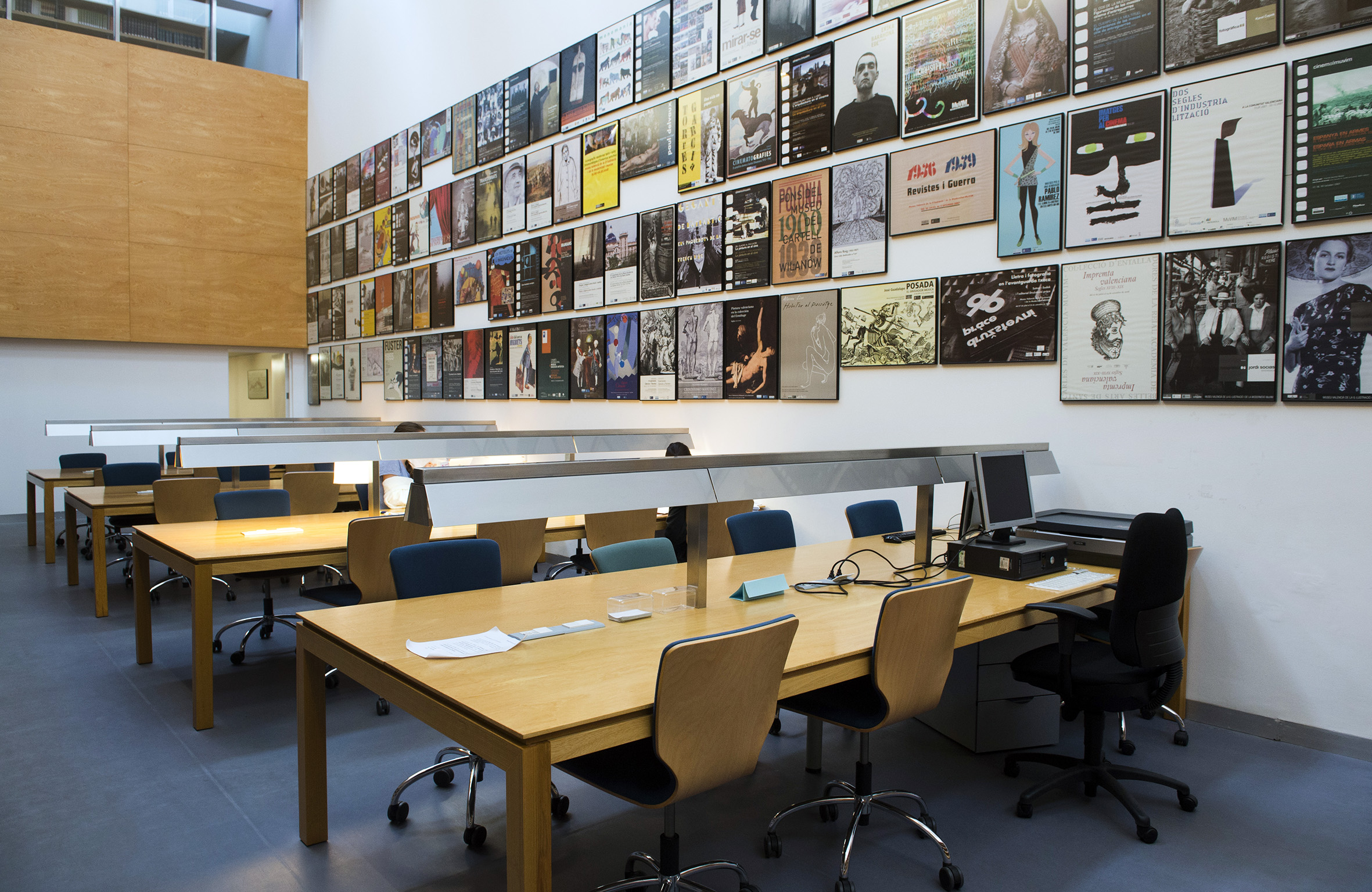
La Biblioteca del MuVIM.

La Biblioteca y Centro de Documentación del MuVIM es una biblioteca especializada en Ilustración y Modernidad situada en el mismo edificio del museo, e inaugurada el 20 de octubre de 2004
Cuando en 2004 se inaugura la biblioteca del Museo Valenciano de la Ilustración y la Modernidad, su fondo bibliográfico lo formaba la unión de tres colecciones: una adquirida para formar el núcleo fundacional de la Biblioteca del MUVIM, y las otras fruto del traslado de la Biblioteca General de la Diputación al MuVIM. Unos meses más tarde se incorporaba la de la antigua Institución Valenciana de Estudios e Investigación, IVEI. Sus contenidos son:
- Fons fundacional: constituido por las obras del pensamiento ilustrado en ediciones históricas, obras del ciclo revolucionario, Revolución francesa, Napoleón y expansión francesa en Europa y obras de pensadores liberales y reaccionarios de la primera mitad del siglo XIX, etc.

- La Biblioteca General de la Diputación: formada por las publicaciones editadas por la Corporación Provincial y la Institución Alfons el Magnánimo; además de todas aquellas obras que han ido adquiriendo a lo largo de los años. Cuenta con una interesante colección de obras de temática valenciana: historia, sociedad y cultura de la primera mitad del siglo XX; un importante fondo antiguo formato por obras impresas en los siglos XVI al XIX y grabados sueltos de vistas de los pueblos de la provincia del siglo XIX. Completa este fondo una interesante colección cartográfica de los siglos XVII al XX.

- La Colección Alfons Roig: formada por la biblioteca privada del padre Alfons Roig Izquierdo (1903-1987), que fue dada a la Diputación de Valencia en 1985. Su fondo es muy variado: filosofía, liturgia y teología, literatura, ensayo, pero sobre todo arte: manuales, catálogos de exposiciones, etc.

- La Biblioteca de la Institución Valenciana de Estudios e Investigación (IVEI). Colección incorporada en marzo de 2005. Se trata de la biblioteca dependiente de esta institución de investigación pionera valenciana que se formó en los años ochenta. Reúne obras de pensamiento político-social y cultural que destacaron en el ámbito internacional durante los años que funcionó la IVEI (1981-1997). Cuenta con una interesante hemeroteca.

La biblioteca del MuVIM sirve de apoyo bibliográfico y documental a MuVIM, colaborando con sus actividades (exposiciones, congresos, publicaciones, etc.). De aquí su especialidad en contenidos claves de la Ilustración (pensamiento ilustrado), historia valenciana, así como en fotografía y diseño gráfico, objeto de las exposiciones temporales (carteles, fotografías, libros ilustrados, tipografía, grabados, etc.). Entre sus adquisiciones se incluye una colección de libros, editados durante los años de la Segunda República, para formar parte de la exposición Modernidad Tipográfica. Del mismo modo que se adquirió una colección de libros, editados por la editorial Prometeo, para formar parte de la exposición sobre Blasco Ibáñez, realizada en 2011.
A finales de 2014 se adquirió la llamada "Biblioteca Lambert". Se trata de la colección bibliográfica de André-Louis Lambert-Perret (1851-1929), arquitecto suizo además de historiador del arte e ilustrador, que se instaló en Xàbia el 1920 y murió el 1929. Incluye, además, la de su hijo André Lambert Jordà (1884-1967), natural de Stuttgart (Alemania), quien también se consagró en las Bellas artes y, en particular, al grabado aplicado a la edición de libros. Su vida transcurrió entre París y Xàbia, pero fue en esta última ciudad donde estableció su hogar y de donde procede la biblioteca. La donación de esta biblioteca ha sido ofrecida por la hija y nieta de los protagonistas, Miracle Boutan-Lambert.

## Plano del Pare Tosca

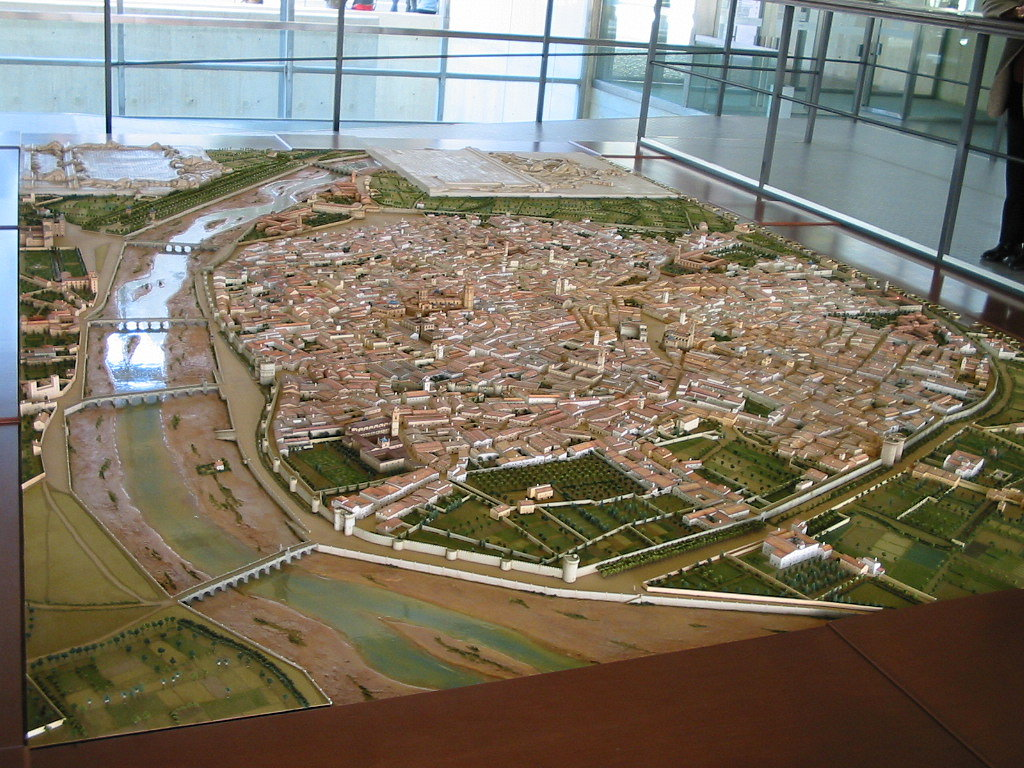
Plano del Pare Tosca expuesto en el Hall del MuVIM.

El museo inauguró, el 27 de marzo de 2003, una maqueta que recreaba el plano del Pare Tosca y que mostraba cómo era la capital valenciana en el siglo XVIII (el Siglo de las Luces o de la Ilustración) y se podía comprobar la apariencia de una ciudad europea del Antiguo Régimen. Todos los edificios de la maqueta (incluyendo 450 manzanas de casas) están talladas y pintadas a mano por maestros artesanos.
La maqueta estaba construida a escala 1:500 y ocupa una extensión de 24 metros cuadros. Además, incorpora también cuatro pantallas de ordenador, fibra óptica para la iluminación de los edificios más destacados de la ciudad.
El plano del padre Tosca (1704) fue considerado, durante años, el primero de la ciudad hasta que se descubrió el de Antonio Mancelli, realizado 100 años antes.
Tomás Vicente Tosca y Mascó nació en Valencia y fue considerado el primer matemático de la época. Arquitecto, topógrafo, físico y eclesiástico, se dice que colaboró en la construcción de la fachada plateresca de la Catedral; diseñó y construyó el Paraninfo de la Universidad de Valencia; y es recordado por el plano topográfico de la ciudad. En la fachada del número 29 de la calle Serranos, donde nació, hay una lápida en su memoria.

## La Torre Medieval

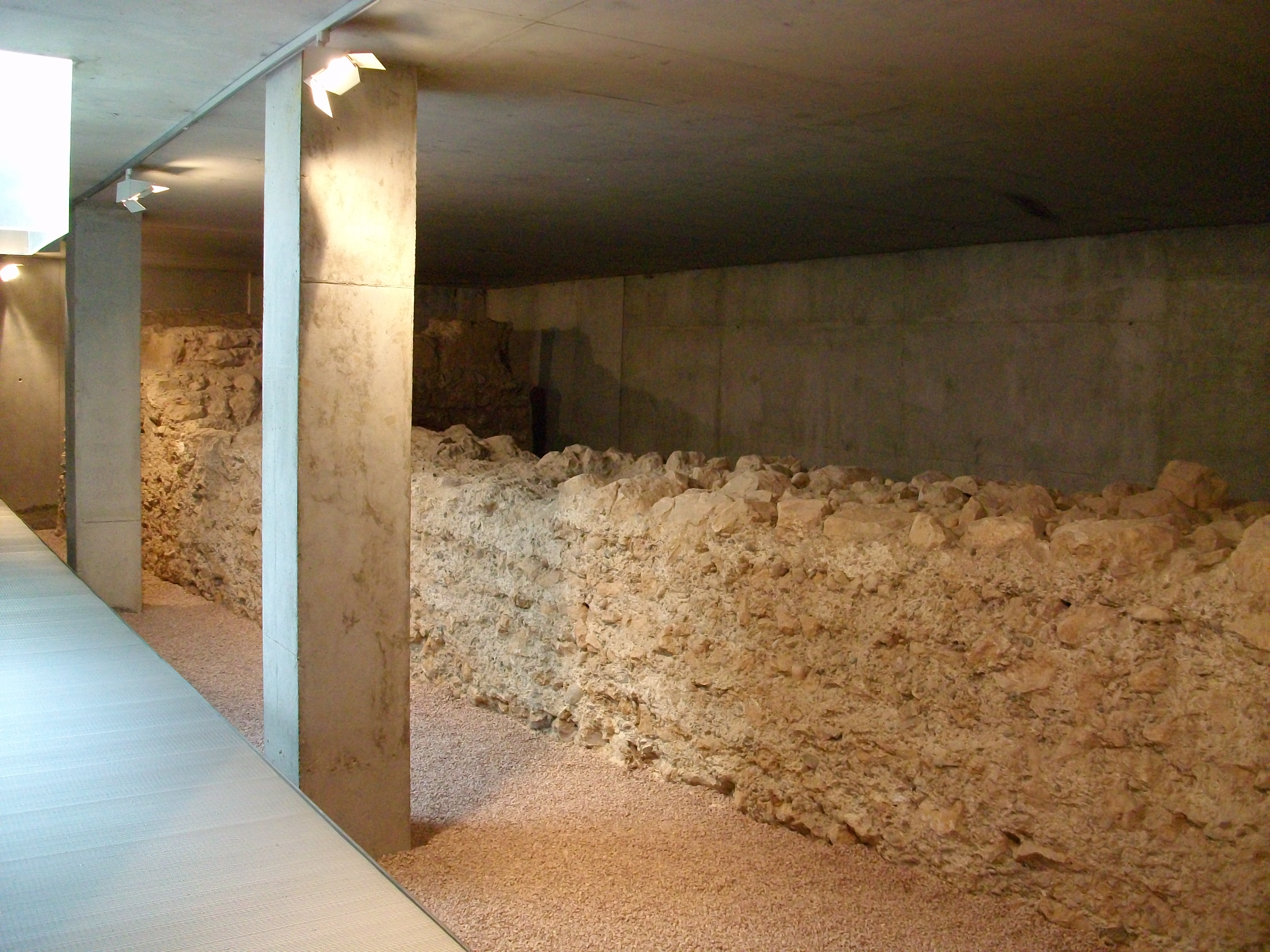
La sala de la Torre Medieval.

La Torre Medieval del MuVIM se quedó integrada en el edificio del museo inaugurado en el año 2001 y, dentro del conjunto del antiguo hospital, fue declarada Bien de Interés Cultural - BIC - el año 2007.
El lugar donde está ubicado el MuVIM quedaba alejado del casco urbano de Valencia, tanto durante el periodo de la colonia romana de Valentia (138 a. C.-713), como después, en la época islámica (714-1238) de Madîna Balansiya. En cualquier caso, siempre fue un espacio frecuentado, como bien sabemos por los hallazgos de las intervenciones arqueológicas de los años 1997 y 1998 previas a la edificación del museo.
Esta situación aislada cambió después de la conquista de Jaime I en 1238, con el reparto y la transformación cristiana del casco urbano y el área periurbana. Al lado de la antigua Vía Augusta, actual calle de San Vicente, la construcción de la Torre del MuVIM se empezó cuando la ciudad ya había sido conquistada y antes de erigirse la muralla medieval cristiana (1356-1370).
La llegada a la península del sultán mariní Abü-l Hasan'Alï en 1339, impulsó al Consell de Valencia a ordenar que se reparara la antigua muralla musulmana y que se construyeran torres, portales y fosos alrededor de los suburbios y arrabales de la ciudad para prepararse ante un posible intento de recuperar la ciudad islámica.
La cimentación conservada de esta Torre remite a la tradición constructiva romana, que se mantuvo vigente durante la Edad Media en algunos lugares de Europa y, principalmente, en los territorios bajo dominio bizantino. La Torre conserva parte de dos muros menores y un paramento de 22 metros de lado, con unos muros de tres hojas ejecutados con dos frentes de sillería isódoma -de igual tamaño, regular y dispuesta en hileras de la misma altura- procedente de canteras emplazadas a una distancia no inferior a los 12-15 km, con un relleno de mortero. Por la envergadura, la calidad y la complejidad de su edificación, la tarea de levantar esta torre implicó la participación de mano de obra especializada procedente de distintos oficios y funciones muy diferenciadas (caleros, picapedreros ...). Destaca la presencia recurrente de una marca de picapedrero que se repite en cuatro de los doce sillares conservados.
La excavación arqueológica permitió constatar que los restos se cubrieron para construir viviendas en la segunda mitad del siglo XIV, y la documentación medieval conservada evidencia que hay una carencia total de datos en cuanto a nombrar la Torre, ni tan solo como un referente topográfico, por lo cual parece ser que la obra se quedó interrumpida y nunca se concluyó.

## Información útil
- Telf. +34 963 883 730
- Dirección. Calle Guillén de Castro, 8 y Calle Quevedo, 10, Valencia
- Web del Muvim
- Facebook.[32]